# Karim Onisiwo
Karim Onisiwo (Bécs, 1992. március 17. –) osztrák válogatott labdarúgó, a Red Bull Salzburg játékosa.

## Pályafutása

### Klubcsapatokban
1998 és 2001 között a Favoritner korosztályos csapataiban nevelkedett. Ezt követően megfordult ifjúsági szinten a Rapid Wien, az Austria Wien, a Simmeringer és a Team Wiener, valamint a First Vienna csapataiban. A First Vienna első csapatában tétmérkőzésen nem kapott lehetőséget, csak a tartalékok között. 2010-ben kölcsönbe került több játéklehetőség miatt az SC Ostbahn XI csapatához. Következő két évben megfordult a TSV Neumarkt és a SV Straßwalchen csapataiban. 2012 júliusában csatlakozott az Austria Salzburg klubjához. 2013 júniusában további egy évre aláírt. A következő szezonban érdeklődött a szerződtetése felől a Sturm Graz, a Grödig, az SCR Altach és a két nagy bécsi csapat, de végül a Mattersburg csapatának ajánlatát fogadta el. 2016. január 5-én aláírt a német 1. FSV Mainz 05 csapatához 2019 nyaráig. Március 13-án mutatkozott be a Borussia Dortmund ellen a 62. percben Christian Clemens cseréjeként. Május 7-én első bajnoki gólját is megszerezte a VfB Stuttgart ellen. 2020. december 5-én 100. alkalommal lépett pályára a bajnokságban az Arminia Bielefeld ellen 2–1-re elvesztett mérkőzésen. 2025. január 2-án az osztrák Red Bull Salzburg 2026. június 30-ig szóló szerződést kötött vele.

### A válogatottban
2014 szeptemberében Werner Gregoritsch meghívta a Bosznia-Hercegovina és Spanyolország elleni 2015-ös U21-es labdarúgó-Európa-bajnokság selejtező mérkőzésekre. A bosnyákok ellen debütált a  81. percben Louis Schaub cseréjeként. Ez volt az egyetlen korosztályos mérkőzése. 2015. november 17-én debütált Marcel Koller szövetségi kapitány meghívására a felnőttek között a Svájc elleni  barátságos mérkőzés 58. percében Jakob Jantscher cseréjeként. Egy évvel később lépett másodjára pályára a Szlovákia elleni 0–0-ra végződő találkozón.

## Statisztika

### Válogatott
2023. október 17-én frissítve.
| Ausztria | Ausztria        | Ausztria |
| Év       | Pályára lépések | Gólok    |
| -------- | --------------- | -------- |
| 2015     | 1               | 0        |
| 2016     | 1               | 0        |
| 2017     | 0               | 0        |
| 2018     | 0               | 0        |
| 2019     | 4               | 0        |
| 2020     | 4               | 1        |
| 2021     | 5               | 0        |
| 2022     | 5               | 0        |
| 2023     | 4               | 0        |
| Összesen | 24              | 1        |

### Góljai a válogatottban
| #  | Dátum               | Helyszín                                 | Ellenfél | Gól | Eredmény | Verseny              |
| -- | ------------------- | ---------------------------------------- | -------- | --- | -------- | -------------------- |
| 1. | 2020. szeptember 7. | Wörthersee Stadion, Klagenfurt, Ausztria | Románia  | 2–3 | 2–3      | UEFA Nemzetek Ligája |

## Sikerei, díjai
- Mattersburg
  - Osztrák 2. Liga: 2014–15